# Xenochalepus notaticollis
Xenochalepus notaticollis es una especie de insecto coleóptero de la familia Chrysomelidae.